# De predikant Eleazar Swalmius
De predikant Eleazar Swalmius, ook Portret van Eleazar Swalmius en Portret van predikant Eleazar Swalmius, is een schilderij uit 1637 van de Nederlandse kunstschilder Rembrandt (1606-1669). Het doek meet 136 × 111,5 cm en behoort tot de collectie van het Koninklijk Museum voor Schone Kunsten Antwerpen. 

## Context
Door vele kunstwetenschappers wordt Rembrandt beschouwd als de meest verdienstelijke schilder uit de zeventiende-eeuwse Hollandse barok. De kunstenaar, die werd geboren in Leiden en in circa 1632 in Amsterdam ging werken, was een universeel figuur. Dat kwam zowel door zijn veelzijdigheid op artistiek vlak als zijn persoonlijkheid. Hij behandelde zeer diverse thema’s, gaande van portretten, genrestukken, godsdienstige en historische composities tot landschappen. Ook zijn techniek wordt vaak geprezen, zowel in zijn schilderijen als grafisch werk. Volgens J.L. Broeckx is deze “uitermate persoonlijk, o.a. in het aanwenden van een bijzonder nauwkeurig uitgebalanceerd heldonker en in het afwegen van gedempte, maar diep doorgloeiende gouden en bruinen.”

Zijn portretten kenmerken zich door Rembrandts “exploratie van het menselijk gelaat en daardoorheen [de exploratie] van het menselijk gemoedsleven”. Het is dan ook voornamelijk in dit genre dat hij zijn roem verwierf. Voor 1630 portretteerde hij enkel zichzelf en zijn naasten. Daarna krijgt hij steeds meer portretopdrachten van de Amsterdamse adel en burgerij. In 1718 schreef Arnold Houbraken in zijn Groote Schouwbugh der Nederlandsche Schilders en Schilderessen dat Rembrandt
“...dewyl hy naderhand, zoo om't schilderen van pourtretten als andere stukken, dikwils genootzaakt was tot Amsterdam te komen, goed vond (ziende dat die Stad in zonderheid hem gonstig scheen te wezen, en zyn opkomen daar in te voorspellen) zig met'er woon daar na toe te begeven (...) zyn Konst werd zoodanig in zyn tyd geagt en gezogt, dat men hem (als het spreekwoord zeit) moest bidden en geld toegeven. Vele jaren agter den anderen heeft hy het met schilderen zoo druk gehad, dat de menschen lang naar hunne stukken moesten wagten, niettegenstaande dat hy met zyn werk vaardig voortging..”'
Dit portret werd lange tijd beschouwd als dat van burgemeester Six. Het gaat echter om de in Rhoon geboren, maar in Amsterdam werkzame Eleazar Swalmius. Rembrandt schilderde het werk in 1637, het begin van zijn goudbruine periode (1637-1642). Op dat ogenblik was de predikant 55 jaar oud.

## Beschrijving
Bijna levensgroot beeldde Rembrandt de predikant van middelbare leeftijd op uiterst sobere wijze af. Hij zit ontspannen op een lage houten leunstoel naar Italiaans model, driekwart gedraaid. Het geheel straalt een sfeer van vertrouwelijkheid en sympathie uit, mogelijk doordat Rembrandt zijn opdrachtgever persoonlijk kende. Het portret blijft dus weg van de toen gebruikelijke mondaine gemaaktheid. Wel kijkt Swalmius de toeschouwer doordringend, maar toch vriendelijk lachend, aan. Zijn rechterhand doet vermoeden dat hij met de schilder of een onzichtbaar persoon achter hem in gesprek is. Tegenover de eenvoudige bruine achtergrond met enkel (nauwelijks zichtbaar) enkele boeken op een tafel, lijkt de predikant een imposant, maar rustig, volume in te nemen, iets wat versterkt wordt door het wijde, zwarte tabbaard. Dat wordt enkel door de soepele pijpjeskraag verlevendigd. Het ambtsgewaad vertolkt volgens kunstwetenschapper André A. Moerman de rechtschapenheid van de opdrachtgever.

Diezelfde auteur schreef over de lichtinval van het werk het volgende:
“Zoals in alle schilderijen van Rembrandt, werkt ook in dit fascinerend stukje visueel geregistreerde werkelijkheid het licht als een mysterieus medium, dat tegelijkertijd de met liefde waargenomen dingen en hun vormen onthult en omhult, afzonderlijk reveleert en onderling verbindt. Invallend vanuit de linker bovenhoek, onttrekt het met gedempte en gaandeweg afnemende intensiteit, de met uitdrukkingskracht geladen lichaamsdelen van het model aan de deemstering van de omgevende ruimte. Op het voorhoofd, de slapen en de kraag strijkt het — zacht verspreid en toch gericht — modellerend neer, speelt typerend en bezielend rondom de trekken van het nog frisse gelaat, doet de goedige ogen dieper glanzen en verliest zich wasemend in de ijle, grijzende baard. Onwillekeurig voert dit licht de blik van de toeschouwer mee naar de rechterhand, die, met gespreide vingers en voor de borst geheven, een pas door de dominee gesproken woord onderlijnt, en verder nog tot bij de linkerhand, waarop, in het halfduister reeds, zijn tocht een einde neemt.”
De kleurtonen vloeien, nauwelijks merkbaar voor het ongetrainde oog, in elkaar over. De verflaag is glad uitgespreid en heeft nog niets van Rembrandts latere stijl (meer uitgesmeerde verf door middel van een metselaarstruffel, zoals Houbraken schreef). Voormalig KMSKA-medewerker Jan L. Broeckx zei over het werk nog dat het een goede uiting is van Rembrandts “muzikale schilderkunst”. Daarmee bedoelt hij dat elke hardheid in techniek wordt vermeden, het coloriet zacht verandert en dat het geheel oplost in dooreen vloeiende omtrekken, als ware het melodische lijnen. Net zoals in de meeste werken van de kunstenaar, is het werk vervuld van stilte en wijding.

## Materiële aspecten

### Afmetingen
- 132 × 109 cm (Dagmaat)
- 136 × 111,5 × 2 cm (Volledig)

### Signaturen
- Rembrandt. f 1637
  - Plaats: recto, rechtsboven
  - Type: handschrift
  - Lettertype: onderkast met beginkapitaal
  - Datum: 1637

In de rechterbovenhoek staat Rembrandts signatuur en het jaar van vervaardiging. De ‘f’ staat voor fecit, of ‘heeft gemaakt’. Reeds in 1969 schreef Gerson dat de signatuur niet echt leek. Omdat ook de schilderij “te tame” (tam, niet expressief genoeg) leek, schreef hij het werk toe aan Rembrandts leerling Govert Flinck. Conservator Jeroen Giltaij schreef dat er inderdaad weinig van Rembrandts kracht zichtbaar in is en dat de baard nogal schetsmatig weergegeven is. Of het daarom Flinck was die het werk maakte, kon Giltaij echter niet zeggen. De dikke gele vernislaag bleek – na restauratie – de belangrijkste boosdoener. Deze belette toeschouwers namelijk de nuances in de roze huidtinten en zwarte kledij van de predikant naar waarde te schatten. Na de restauratie nodigde het Koninklijk Museum voor Schone Kunsten Antwerpen de gerenommeerde Rembrandtexpert prof. dr. Ernst van de Wetering uit om het werk te bestuderen. Deze was van mening dat het toch, in tegenstelling wat Gerson oorspronkelijk dacht, om een echte Rembrandt ging. Dat is dan ook de opinie die in de laatste stand van zaken aanvaard wordt. Het werk stond vanwege de twijfel over de echtheid lange tijd in het depot. Na de bevestiging door Van de Wetering dat het toch om een echte Rembrandt zou gaan, besliste het KMSKA dat het werk bij de heropening van het museum een plaats in de vaste collectie zou krijgen.

## Provenance
Uit een afbeelding in de catalogus van 1727 konden kunstwetenschappers afleiden dat het doek zich in de achttiende eeuw in de collectie van de hertog van Orleans (1640-1723), broer van Lodewijk XIV, in het Parijse Palais Royal bevond. Het portret werd er beschreven als een portret van een burgemeester door Rembrandt. Het bleef in het familiebezit tot 1792, toen Louis Philippe Joseph d'Orléans (1723-1792) de hele kunstcollectie verkocht om zijn politieke ambities te financieren en om zijn schulden af te lossen. Ene Morland kocht het voor 300 guinjes. In 1818 werd het stuk, gepresenteerd als Burgomaster Six, geveild bij Christie voor 400 guinjes. In 1848 kocht ene Farrer het doek voor 850 pond. Later kocht Woodburn het voor 200 of 400 guinjes. Deze verkocht het aan L. Ward, een afstammeling van Lord Dudley Ward. Uiteindelijk werd het in 1886 door het kunsthuis Maison Bourgeois frères (Parijs) in 1886 voor 200.000 francs verkocht aan het Koninklijk Museum voor Schone Kunsten Antwerpen. Het werd toen als een echte Rembrandt aangekocht.